# ギニアショウガ

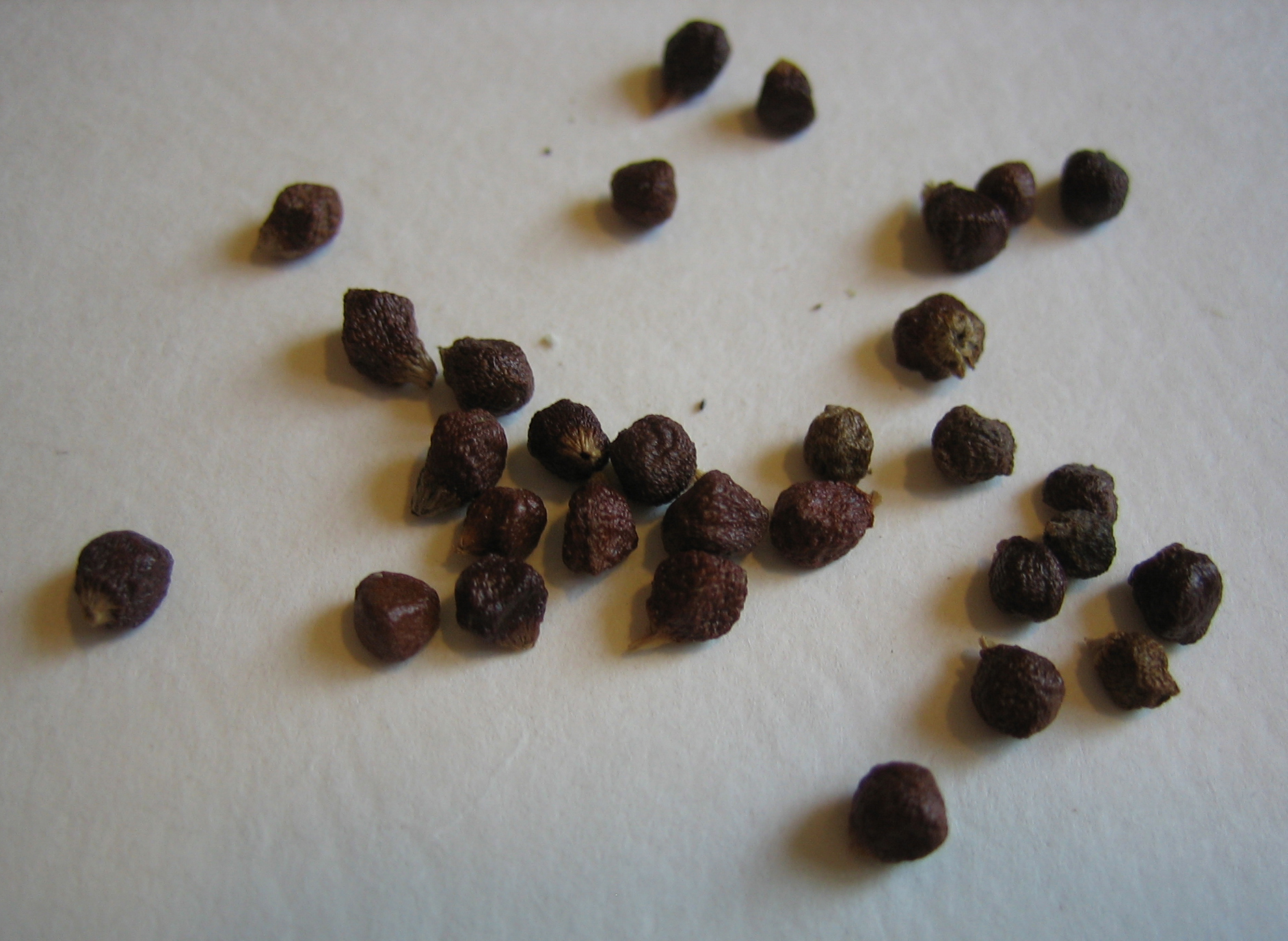
ギニアショウガ

ギニアショウガ（英: melegueta pepper、 仏: maniguette）とは、ショウガ科の植物メレグエッタ（別名: メレゲッタコショウ; 学名: Aframomum melegueta K.Schum.; シノニム: Amomum melegueta Roscoe）の種子を乾燥させた香辛料。メルグエッパ、メレゲッタ（メレグエッタ）・ペパー(Melegueta Pepper)、ギニア・グレインズ(Guinea Grains)、グレインズ・オブ・パラダイス(Grains of Paradise)など、複数の別名がある。原産地はギニア、西アフリカ地方。

## 概要
種子に0.75パーセントの精油が含まれ、オイゲノール由来のカルダモンと似た香りがする。コショウに似たピリッとした辛さを持ち、西アフリカではコショウと同じ使い方をする。
ギニアショウガは中世ヨーロッパでは大航海時代以前から知られており、13世紀のフランスの寓意詩『薔薇物語』にも登場する。ギニアに通じる海路が発見されるまでは、サハラ交易の取引き品目の一つとして隊商を仕立てて高値で取引されていた。15世紀にポルトガル王国が西アフリカ湾岸を支配し、ギニアショウガの積み出しが盛んに行われるようになると、積出港であるセス川近辺（現在のリベリア）は胡椒海岸(Pepper Coast)と呼ばれるようになった。
中世ヨーロッパの体液病理説の医学分類では「熱く湿った」スパイスとされ、強壮飲料の香辛料入りワイン、ヒポクラス（Hippocras）のレシピにも含まれている。
ヨーロッパではルネサンス以後、黒コショウとの競争に破れ一旦衰退したが、18世紀以降に息を吹き返した。第二次世界大戦中にアジア産コショウの輸入が途絶えた時、ギニアショウガが代替品として活用された。西アフリカの人々は昔も今もこのスパイスを愛好しており、乾煎りしたギニアショウガで味付けした辛いペペ・スープはギニアの国民的料理の一つである。初期のイギリス人植民者はこのスープをペッパー・スープと呼び、本国に持ち帰った。それが後のペッパー・ポットの原型となっている。